# Дека (техніка)

Концентраційний стіл. Верхній плоский елемент з нарифленнями — дека.

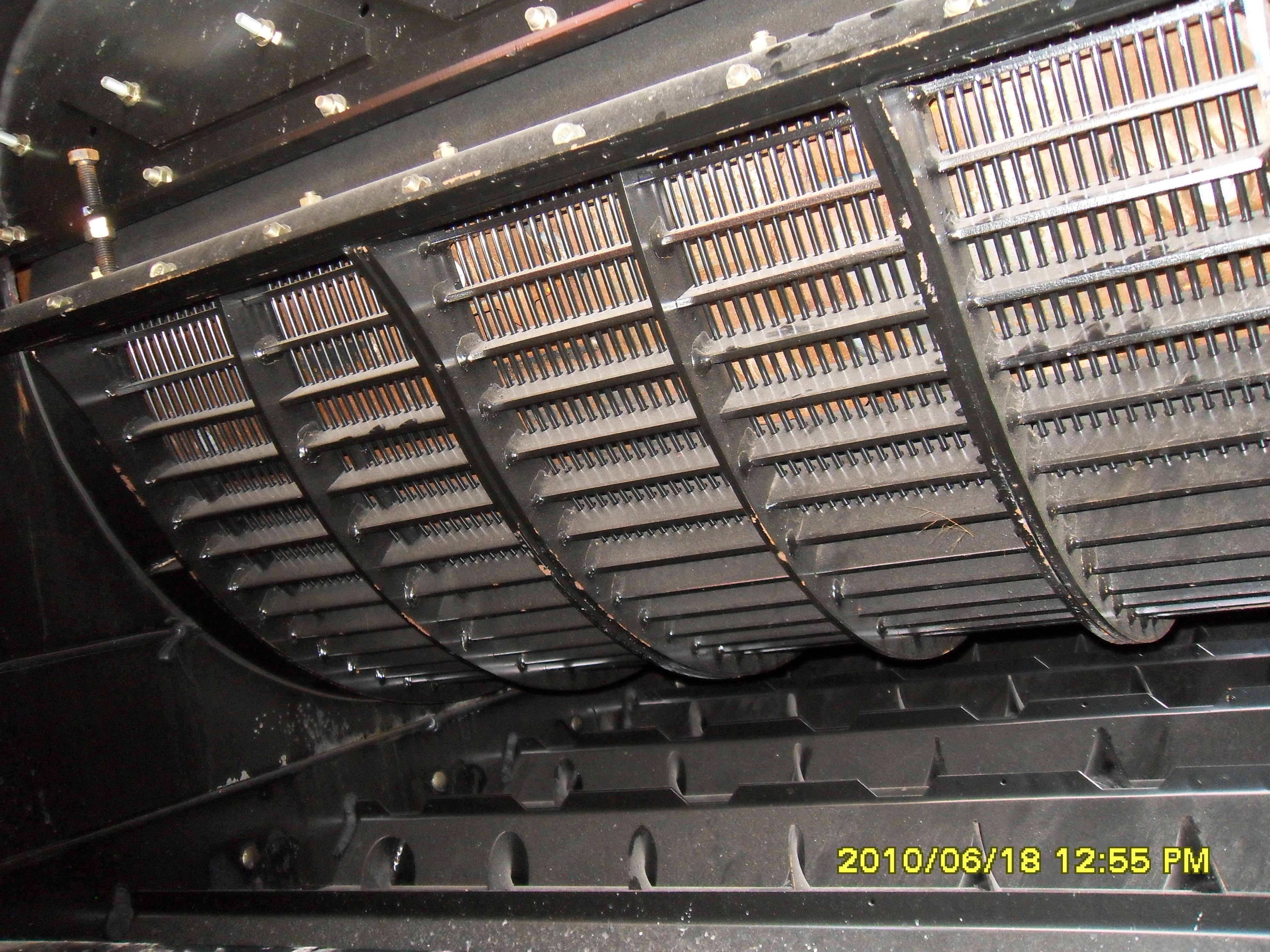
Дека та скатна дошка роторного комбайна Case 5088

Де́ка (нім. Decke — «кришка») — елемент деяких машин і механізмів.

## Гірництво
Дека (рос. дека, англ. deck, нім. Deckel m) — у збагаченні корисних копалин робоча поверхня концентраційного столу прямокутної або ромбоподібної форми, встановлена з нахилом у поздовжньому та поперечному напрямках.

## Сільське господарство
Дека, підбарабанник — деталь молотильного апарата у молотарки або комбайна, що розміщається під барабаном (або ротором). Між барабаном і декою відбувається вимолочування зерен від колосків.